# Маруся (повість Марка Вовчка)
«Маруся» (рос. Маруся; фр. Maroussia) — історична повість української письменниці Марко Вовчок (псевдонім Марії Вілінської), вперше опублікована російською 1871 року. У більш патріотичному перекладі-переробці П'єра-Жуля Етцеля (псевдонім P.-J. Stahl), що вийшла в 1875—1878 роках, роман став популярним у Франції та інших країнах Європи.
Повість розповідає про пригоди українки Марусі у часи української Руїни та її намагання допомогти визволити Україну з-під окупації Російською імперією та Польською імперією та відновити незалежність України.
Питання, якою мовою було написано «Марусю» в оригіналі, залишається відкритим. За однією версією, в оригіналі повість «Маруся» написана Вовчком в 1860-х роках українською мовою, але через появу Валуєвського циркуляру опублікована лише в російському автоперекладі Вовчок, а оригінал втрачено. За іншою версією, повість була початково написана російською, а підзаголовок «переклад з малоросійської» було додано лише для того, щоб було простіше опублікувати твір. Теперішні україномовні версії «Марусі» — це переклади з російського видання 1871 року.

## Сюжет

### Версія Марко Вовчок
Однієї ночі запорізький козак-січовик несподівано відвідує родину Данила Чабана. Він має передати нагальне і дуже важливе повідомлення обом гетьманам — підвладного Польщі Правобережжя і російського Лівобережжя. Дипломатична місія козака полягала в тому, щоб створити третій табір — що не підтримував би ні поляків, ні росіян, а намагався відновити незалежну українську державу. Наймолодша донька Данила Чабана, Маруся, зголошується допомогти запорожцеві в досягненні його мети. Вона успішно проводить козака, спершу заховавши його у возі з сіном, а потім — під виглядом сліпого кобзаря, через вороже військо в правобережне місто Чигирин, а згодом — на Лівий берег, у Гадяч, де перебували гетьмани-суперники. По дорозі вони зустрічають ворожих солдатів, потрапляють у табір російських військ і шпигують за ними. Цілий рік проходить у боротьбі за українську незалежність. Пізніше, під час її останнього завдання, що полягало в передачі червоної хустки селянину, Марусю застрелив проїжджий татарин. Незважаючи на це, вона виконала свою місію — селянин знайшов її тіло і забрав хустку, що слугувала умовленим сигналом для ще одного масового повстання проти російських загарбників.

### Версія P.-J. Stahl
Загалом версія P.-J. Stahl повторює загальні сюжетні риси версії Марко Вовчок. Найсерйознішими змінами було додавання назв розділів та включення трьох нових розділів: 1) передмова « L'Ukraine » (Україна), де дається визначення слова «козак», пояснюється різниця між українськими (запорозькими) козаками та російськими (донськими) козаками та описуються козацькі війни за гетьманування Богдана Хмельницького і його союз із Росією; 2) розділ « L'Année heureuse » (Героїчний рік), який, крім всього іншого, підносить козацький героїзм, українську славу і схожість Марусі з Жанною д'Арк; 3) останній розділ і nota bene, яка дає читачам надію, що Маруся (чи її привид) вижила. Етцель також злив Вовчкові розділи 3, 4 і 5 в один. Крім цього, він суттєво розширив деякі діалоги таким чином, що його співрозмовники увесь час наголошують важливість обов'язку і патріотизму — це і старі жінки: «Коли треба захищати вітчизну, не вагаються» (« Quand il s'agit de la patrie, on ne marchande pas »), і селяни: «Хіба мало в Україні сміливих сердець?» (« Il ne manque pas en Ukraine de cœurs résolus »), і маленький хлопчик Тарас: «І, може, вже недалеко та година, коли я поріжу, порубаю на шматки всіх ворогів нашої України!» (« Il viendra un jour, --bientôt peut-être,--ou je taillerai en pieces tous les ennemis de notre Ukraine! »), і російські солдати: «ці українці б'ються, як герої» (« Ces paysans se battent comme des héros ») та гетьман: «усе для України!» (« Tout pour l'Ukraine »).

## Історія написання
Марко Вовчок задумала повість «Маруся», ймовірно, ще 1857 року, коли просила свого чоловіка, Опанаса Марковича, надіслати їй матеріали про Петра Дорошенка та інших козацьких ватажків. Робота над повістю розпочалася, ймовірно, під час перебування Марії Вілінської за кордоном у 1859—1867 роках, коли вона проживала та працювала переважно у Парижі.
Повість з'явилася друком вперше російською мовою у 1871 році у журналі «Переклади кращих закордонних письменників» («Переводы лучших иностранных писателей») з підзаголовком «Переклад з малоросійської» (Перевод с малороссійскаго). 1872 року повість опубліковано окремою книжкою під заголовком: «Марко Вовчок. Маруся. Переклад з української з малюнками Башилова та барона Клодта» («Марко Вовчок. Маруся. Перевод с малороссйского с рисунками Башилова и барона Клодта»).

## Питання про оригінальну мову повісті
Питання, якою мовою було написано «Марусю» в оригіналі, лишається не до кінця вирішеним. 
У 1900-40-их роках це питання досліджували два найвідоміші тогочасні літературознавці-дослідники творчості Марко Вовчка: Олександр Дорошкевич та Василь Доманицький. У своїй докторській дисертації  на тему творів Марка Вовчка 1946 року Дорошкевич написав, що він вважає, що Вілінська написала повість початково українською, як і зазначено у прижиттєвих виданнях, але оригінал не зберігся. У розпорядженні дослідника був україномовний текст шостого розділу «Марусі», хоча і, за формулюванням самого Дорошкевича, «пізнішлого походження». Натомість Василь Доманицький, який працював із рукописами Марко Вовчок у 1900-их роках і в розпорядженні якого був україномовний текст п'ятого розділу, вважав, що «Маруся» «навряд чи була написана по українськи», і що ця україномовна версія п'ятого розділу повісті є спробою автоперекладу з російського оригіналу. 
Загалом деякі критики й біографи вважають, що в оригіналі повість «Маруся» була написана саме російською, а підзаголовок «переклад з малоросійської» було додано Вілінською, аби надрукувати повість в журналі перекладної літератури та, ймовірно, обійти можливі цензурні складнощі. Зокрема, до такого висновку прийшов Мішель Кадо у своїй ґрунтовній статті «Навколо „Марусі“: Марко Вовчок, Етцель та Тургенєв» (фр. Autour de Maroussia : Marko Vovtchok, Hetzel et Tourguéniev), в якій він зазначає, що ніхто не бачив українського рукопису «Марусі», тож вона, найімовірніше, була початково написана російською.

## Питання про авторство франкомовної версії, виданої П.-Ж. Етцелем
Згодом твір також вийшов у французькомовній адаптації П'єра-Жуля Етцеля (під псевдонімом P.-J. Stahl) впродовж 1875—1878 років у французькій періодиці (газета «Час» (фр. « Le Temps », 1875—1876), том XXVII часопису «Журнал освіти та відпочинку» (фр. « Magasin d'éducation et de récréation », 1878)) та окремою крижкою під заголовком Maroussia (1878). Свою «Марусю» Етцель підписував як написану «за переказом Марка Вовчка» (фр. d'après une légende de Marko Wovzok).
Оскільки Етцель не розумів російської, Вілінська надіслала йому в 1870-их французькомовний переклад свого російськомовного оригіналу «Марусі» (хоча Марко Вовчок підписала переклад своїм ім'ям, у листуванні з'ясувалося, що справжнім автором перекладу був її син Богдан). Коментуючи авторство французькомовної «Марусі», Етцель зазначав що оригінальний автопереклад «Марусі» французькою, який надіслала Вілінська, йому не сподобався, й він повністю переписав оригінальний твір, створивши фактично іншу книгу, адаптовану для французького читача тієї доби. Зазначення Етцелем себе як автора французькомовної «Марусі», створеної «за переказом Марка Вовчка» (фр. d'après une légende de Marko Wovzok) не сподобалося російському письменнику та товаришу Вілінської Івану Тургенєву, який у своєму листі до Етцеля виступив в оборону її авторства французькомовної версії «Марусі», однак ці невдоволення Тургенєва не змінили думку Етцеля у цьому питанні.
Французький літературознавець Мішель Кадо, французько-українська літературознавиця Ірина Дмитришин та американсько-українська літературознавиця Ксеня Кебузинська у 2000-их роках досліджували питання окремішності французькомовної адаптації «Марусі» П'єра-Жуль Етцеля й визнали, що версія Етцеля дійсно є абсолютно іншим твором, для якого російськомовний оригінал Марко Вовчок послужив лише як натхнення. Зокрема, Кадо відзначає, що Етцель суттєво викривив оригінальну версію, зробивши Марусю занадто патріотичною алегорією французької боротьби за Ельзас-Лотарингію. Кадо підтверджує, що в листуванні сама Марко Вовчок попросила, щоб французька версія була видана як «за переказом Марка Вовчка», оскільки вважала, що Етцель забагато додав і забагато прибрав з її твору
Після адаптованого франкомовного перекладу «Марусі» П'єром-Жулем Етцелем (Pierre-Jules Hetzel під псевдонімом P.-J. Stahl), його французьку адаптацію пізніше переклали англійською, німецькою, італійською, чеською, українською та іншими мовами. В адаптованому перекладі Етцеля повість стала однією з улюблених дитячих книжок Франції, її відзначено премією Французької академії, міністерство освіти Франції рекомендувало її для шкільних бібліотек.

## Переклади українською

### Переклади українською (версія Марко Вовчок)
Перший переклад українською здійснив К. Подолинський, однак станом на 2020 рік його переклад недоступний громадськості. Другий переклад українською здійснив та вперше видав у 1904 році відомий український літературознавець Василь Доманицький.
- Марко Вовчок. Маруся. Переклад з рос. Василь Доманицький // Марко Вовчок. Народнї оповіданя у 3 томах: Т. 3. Переклав з рос.: Василь Доманицький. Львів: Накладом Укр.-Руської Видавн. Спілки. Друк. Наук. Т-ва ім. Шевченка; Під зарядом К. Беднарського, 1904. 333 стор.: С. 3-124 (Белєтристична бібліотека. Ч. 66) (Google Books) (archive.org)
  - (передрук) Марко Вовчок. Маруся. Переклад з рос. Василь Доманицький // Марко Вовчок. Народнї оповідання у 3 томах: Т ?. Переклад з рос. Василь Доманицький. Львів: Накладом Укр. Видавн. Спілки. Друк. Ставропиг. Ін-та. Підуправою Ю. Сидорака, 1918. ? стор.: С. ?-?. (5-е вид.) (Літ.-Наук. Б-ка).
  - (передрук) Марко Вовчок. Маруся. Переклад з рос. Василь Доманицький. Кам'янець-Подільський: Дністер, 1920. 132 стор.
  - (передрук) Марко Вовчок. Маруся. Переклад з рос. Василь Доманицький // Твори Марка Вовчка у 4 томах: Т. 3. Пер з рос.: Василь Доманицький[21]; за ред. і з критич.-біогр. розвідкою Ол. Дорошкевича. Харків: Держ. вид-во України, 1928. 357 стор.: С. 218—340 (Вид. 2-ге.) (Бібліотека українських класиків). (elib.nlu.org.ua [Архівовано 30 вересня 2020 у Wayback Machine.])
  - (передрук) Марко Вовчок. Маруся. Переклад з рос. Василь Доманицький???; передмова: Євген Кирилюк. Харків-Київ: Книгоспілка, 1930. 122 стор.
  - (передрук) Марко Вовчок. Маруся. Переклад з рос. Василь Доманицький // Твори Марка Вовчка у 3 томах. З життєписом й життєписними матеріялами: Т. 2: народні оповідання. Переклад з рос. Василь Доманицький[21]. Київ-Ляйпціґ: Українська накладня. 1930. 483 стор.: C. 245—350 (archive.org)
  - (передрук) Марко Вовчок. Маруся. Переклад з рос. Василь Доманицький // Марко Вовчок. Твори в одному томі. Пер. з рос.: Василь Доманицький[21]; вступ. ст.: Є. Кирилюка. Харків-Київ: Літ. і мистецтво, 1933. 434 стор.: С. 339—387. (elib.nlu.org.ua [Архівовано 30 жовтня 2020 у Wayback Machine.])
  - (передрук) Марко Вовчок. Маруся. Переклад (з незначним скороченням) з рос. Василь Доманицький; малюнки: Святослав Гординський. Львів: Накладом Т-ва «Просвіта», 1937. 107 стор. (Видання товариства «Просвіта» ; ч. 842 (8–9)) (elib.nlu.org.ua [Архівовано 24 жовтня 2020 у Wayback Machine.])
  - (передрук) Марко Вовчок. Козацька дочка (Маруся). Переклад з рос. Василь Доманицький[21]; переднє слово: Теофіль Коструба. Жовква: Видавництво Українська Книжка; З печатні О О. Василіян у Жовкві. 1938. 164 стор. (десяте видання) (chtyvo.org)
  - (передрук) Марко Вовчок. Маруся. Переклад з рос. Василь Доманицький.[21] Краків-Львів: Українське видавництво; З печатні «Поспішної», Краків, Райхсштрассе 34. 1943. 99 стор. (chtyvo.org)

### Переклади українською (версія P.-J. Stahl)
- Марко Вовчок; адаптував [французькою] Поль Жак Сталь. Маруся. Опрацював з французької: І. Боднарчук. Вінніпеґ: Тризуб, 1974. 56 стор.